# Savé

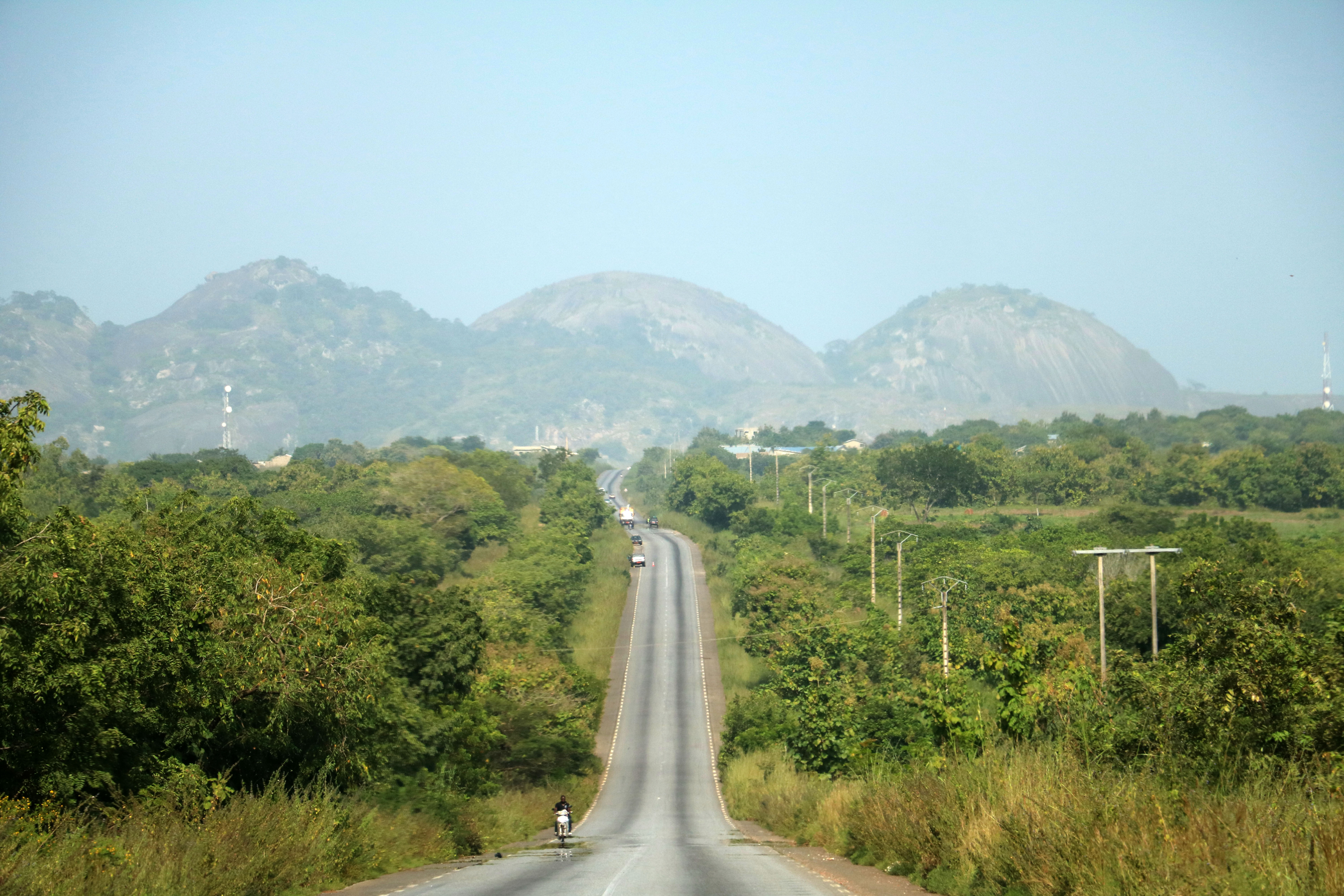
Savè

Savé este un oraș din departamentul Collines, Benin.